# Rumänische Fußballnationalmannschaft (U-19-Junioren)
Die rumänische Fußballnationalmannschaft der U-19-Junioren ist die Auswahl rumänischer Fußballspieler der Altersklasse U-19. Sie repräsentiert die Federația Română de Fotbal auf internationaler Ebene, beispielsweise in Freundschaftsspielen gegen die Auswahlmannschaften anderer nationaler Verbände, aber auch bei der seit 2002 in dieser Altersklasse ausgetragenen Europameisterschaft. Die rumänische Mannschaft konnte sich erstmals 2022 sportlich für die Endrunde qualifizieren. Zudem nahm sie 2011 als automatisch qualifizierter Gastgeber statt, schied aber nach der Gruppenphase aus. 2021 sollten die Rumänen erneut die Endrunde ausrichten, die aber wegen der COVID-19-Pandemie abgesagt wurde. Stattdessen sollen sie nun die Endrunde 2025 ausrichten. Zehnmal erreichten die Rumänen die zweite bzw. Eliterunde, die erstmals 2022 erfolgreich abgeschlossen wurde.

## Teilnahme an U-19-Europameisterschaften
- 2002: nicht qualifiziert
- 2003: nicht qualifiziert
- 2004: nicht qualifiziert  (in der 2. Runde gescheitert)
- 2005: nicht qualifiziert
- 2006: nicht qualifiziert (als zweitbester Gruppendritter die Eliterunde verpasst)
- 2007: nicht qualifiziert  (in der Eliterunde gescheitert)
- 2008: nicht qualifiziert
- 2009: nicht qualifiziert  (in der Eliterunde gescheitert)
- 2010: nicht qualifiziert  (in der Eliterunde gescheitert)
- 2011: Gruppenphase
- 2012: nicht qualifiziert  (in der Eliterunde gescheitert)
- 2013: nicht qualifiziert (als drittbester Gruppendritter die Eliterunde verpasst)
- 2014: nicht qualifiziert (in der Eliterunde gescheitert)
- 2015: nicht qualifiziert
- 2016: nicht qualifiziert (in der Eliterunde gescheitert)
- 2017: nicht qualifiziert (als sechstschlechtester Gruppendritter die Eliterunde verpasst)
- 2018: nicht qualifiziert (in der Eliterunde gescheitert)
- 2019: nicht qualifiziert  (in der Eliterunde gescheitert)
- 2020: Meisterschaft wegen COVID-19-Pandemie abgesagt (nicht für die abgesagte Eliterunde qualifiziert)
- 2021: Meisterschaft wegen COVID-19-Pandemie abgesagt
- 2022: Vorrunde
- 2025: qualifiziert

| Bilanz     | Bilanz | Bilanz | Bilanz | Bilanz      | Bilanz | Bilanz    | Bilanz       |
| Runde      | Spiele | Siege  | Remis  | Niederlagen | Tore   | Gegentore | Tordifferenz |
| ---------- | ------ | ------ | ------ | ----------- | ------ | --------- | ------------ |
| 1. Runde   | 60     | 27     | 12     | 21          | 104    | 079       | 025          |
| Eliterunde | 30     | 10     | 03     | 17          | 040    | 061       | −21          |
| Endrunde   | 06     | 0      | 01     | 05          | 003    | 009       | 0−6          |
| Gesamt     | 96     | 37     | 16     | 43          | 147    | 149       | 0−2          |